# Mercedes-Benz Sprinter
Mercedes-Benz Sprinter este un vehicul comercial ușor (dubă) construit de Daimler AG din Stuttgart, Germania, ca autoutilitară, chassis cab, microbuz și camionetă. În trecut, Sprinter-ul a fost vândut sub plăcile de denumire Mercedes-Benz, Dodge, Freightliner și Volkswagen. În S.U.A., este construit din seturi complete (CKD) de Freightliner Trucks. Acum sunt comercializate în principal de Mercedes-Benz. Sprinter-urile cu sigla schimbată și reamenajate au fost, de asemenea, vândute de Volkswagen Commercial Vehicles ca Volkswagen LT și Volkswagen Crafter.

## Legături externe
- Official Mercedes-Benz UK Sprinter Van webpage Arhivat în 30 ianuarie 2014, la Wayback Machine.
- Mercedes-Benz Sprinter USA website Arhivat în 8 ianuarie 2010, la Wayback Machine.
- Freightliner Sprinter USA website

Press kit:
- The new Mercedes-Benz Sprinter Arhivat în 4 martie 2016, la Wayback Machine.